# Сан-Веро-Міліс
Сан-Веро-Міліс (італ. San Vero Milis, сард. Sant 'Eru) — муніципалітет в Італії, у регіоні Сардинія,  провінція Ористано.
Сан-Веро-Міліс розташований на відстані близько 390 км на південний захід від Рима, 100 км на північний захід від Кальярі, 14 км на північ від Ористано.
Населення — 2498 осіб (2014).
Щорічний фестиваль відбувається 17 червня. Покровитель — Свята Софія.

## Демографія
Населення за роками:

Станом на 1 січня 2023 року в муніципалітеті офіційно проживало 40 іноземців з 20 країн, серед них 17 громадян країн Євросоюзу та 1 громадянин України.

## Сусідні муніципалітети
- Баратілі-Сан-П'єтро
- Міліс
- Нарболія
- Ріола-Сардо
- Сенеге
- Траматца
- Цеддіані